# Уоллес-Уэллс, Дэвид
Дэвид Уоллес-Уэллс (род. 1982) — американский журналист, известный своими статьями об изменении климата. В 2017 году написал эссе «The Uninhabitable Earth». Эссе было опубликовано в журнале Нью-Йорке и стало самой читаемой статьей в истории журнала. Позже Уэллс расширил статью до одноименной книги (2019). В настоящее время он является главным редактором журнала и освещает климатический кризис и пандемию COVID-19. В марте 2022 года The New York Times наняла его для написания еженедельного информационного бюллетеня в журнале The New York Times Magazine.

## Ранние годы и образование
Дэвид Уоллес-Уэллс родился в 1982 году в Бронксе, штат Нью-Йорк, и вырос в Ривердейле. Его бабушка и дедушка по материнской линии были немецкими евреями, бежавшими из нацистской Германии в 1939 году. Его отец был преподавателем, а мать работала воспитательницей детского сада в Восточном Гарлеме. Учился в Чикагском университете и в 2004 году окончил Университет Брауна по специальности «История».

## Карьера
Является главным редактором журнала New York;  также пишет для The Guardian.

### Публикации на тему изменения климата
Начиная с 2017 года много пишет об изменении климата в журнале New York .   Он считает, что независимо от степени экологического ущерба, «каждое  десятилетие может принести больше потепления и больше страданий, либо меньше потепления и меньше страданий».
Самая известная работа Уоллеса-Уэллса — статья «The Uninhabitable Earth», была опубликована 9 июля 2017 года в журнале New York. Эссе получило неоднозначную или оценку со стороны многих ученых, но некоторые рецензенты сочли его влиятельной работой. Позже Уоллес-Уэллс превратил эссе в полноценную одноименную книгу, опубликованную в 2019 году. Обе работы содержат предположения о том, что изменение климата может существенно повлиять на жизнь человечества, что Уоллес-Уэллс описывает «дотошно и устрашающе подробно».
В статье для The Guardian в 2021 году Уоллес-Уэллс утверждает, что масштаб адаптации к изменению климата, необходимой во всем мире, является беспрецедентным.  Уоллес полагает, что «мировая инфраструктура терпит неудачу в сегодняшнем климате, который является самым благоприятным, который мы когда-либо еще увидим».

## Семья
Женат на Рисе Нидлман У пары двое детей .

## Сочинения

#### Книги
- Необитаемая Земля. Жизнь после глобального потепления, 2019.

#### Статьи
- Климатический геноцид? На самом деле, все хуже, 2018.